# Villa Santina
Villa Santina là một đô thị ở tỉnh Udine trong vùng Friuli-Venezia Giulia thuộc Ý, có cự ly khoảng 110 km về phía tây bắc của Trieste và khoảng 45 km về phía tây bắc của Udine. Tại thời điểm ngày 31 tháng 12 năm 2004, đô thị này có dân số 2.230 người và diện tích là 13,0 km².
Đô thị Villa Santina có các frazione (đơn vị cấp dưới) Invillino.
Villa Santina giáp các đô thị: Enemonzo, Lauco, Raveo, Tolmezzo, Verzegnis.